# Саут-Уокер-драйв, 311
311 South Wacker Drive — небоскрёб в Чикаго, штат Иллинойс, построенный в 1990 году.

## Факты
- При высоте шпиля 293 метра является седьмым по высоте зданием Чикаго и тридцать вторым в США.
- 311 South Wacker Drive — самое высокое здание в мире, носящее название улицы, на которой находится.
- Холл здания[1] представляет собой зимний сад с пальмами и фонтанами.[2]
- Холл изначально был задуман как промежуточный пункт «пешеходного маршрута», соединяющего ряд тоннелей и переходов под рекой Чикаго между Уиллис-тауэр и ближайшей станцией метро.[2]
- Изначально планировалось построить ещё два небоскрёба сходной конструкции рядом с уже существующим, но реализация проекта была отложена на неопределённый срок[3].

## Галерея

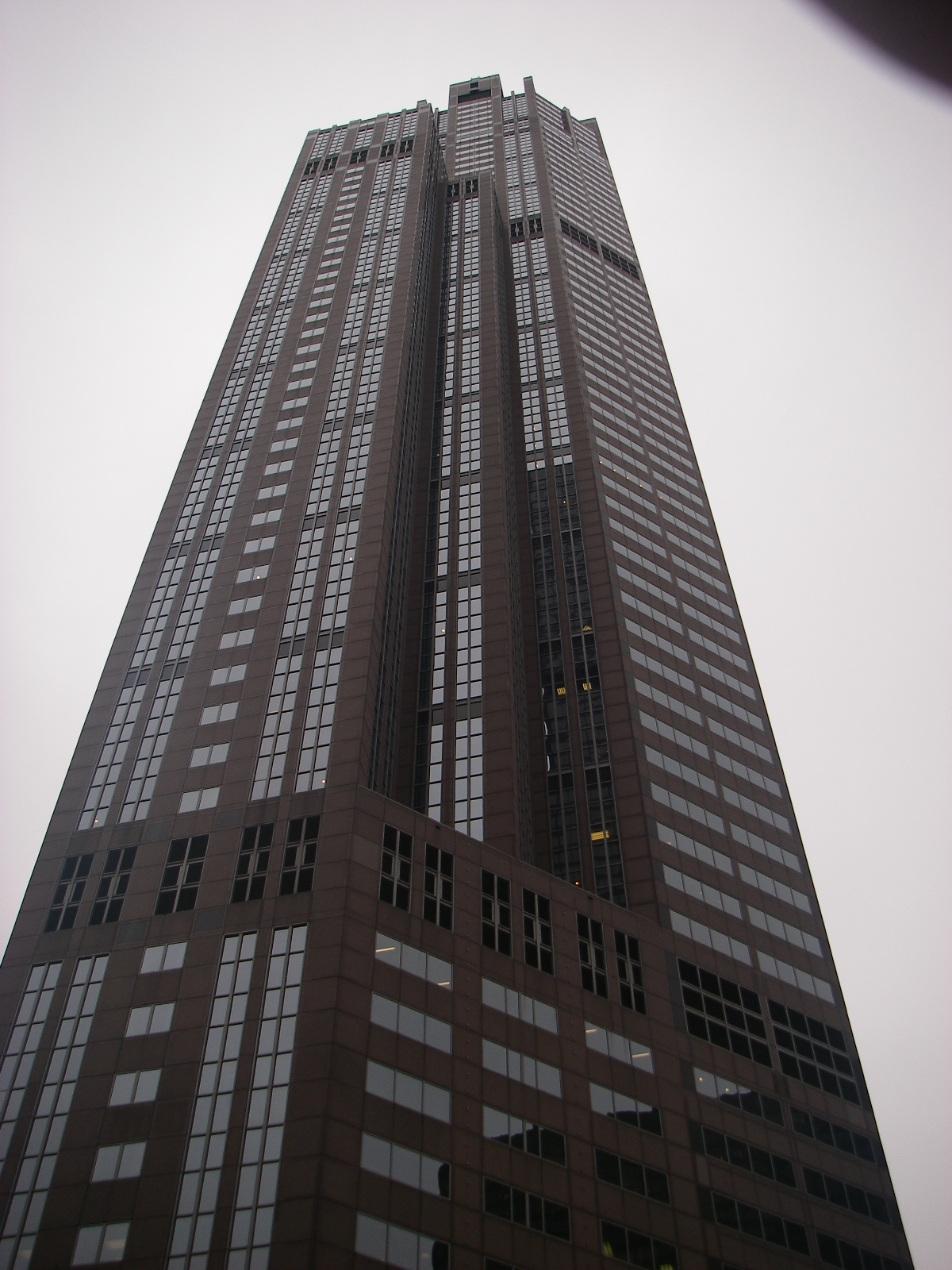
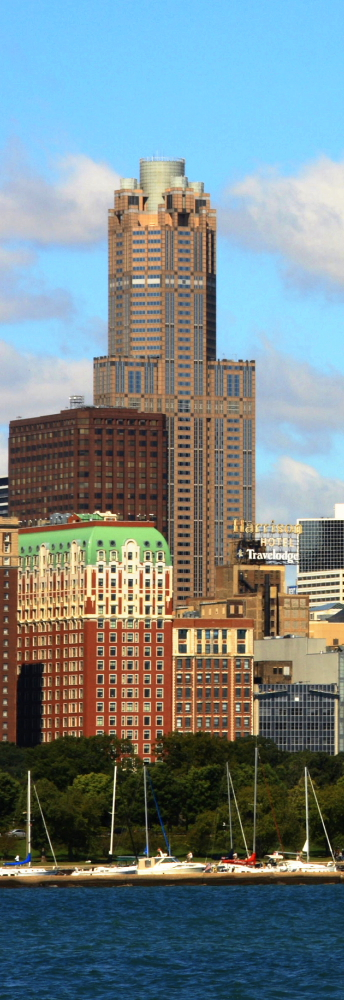
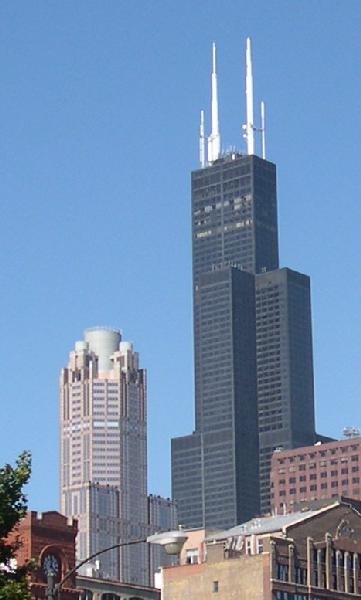
311 South Wacker Drive и Уиллис-тауэр
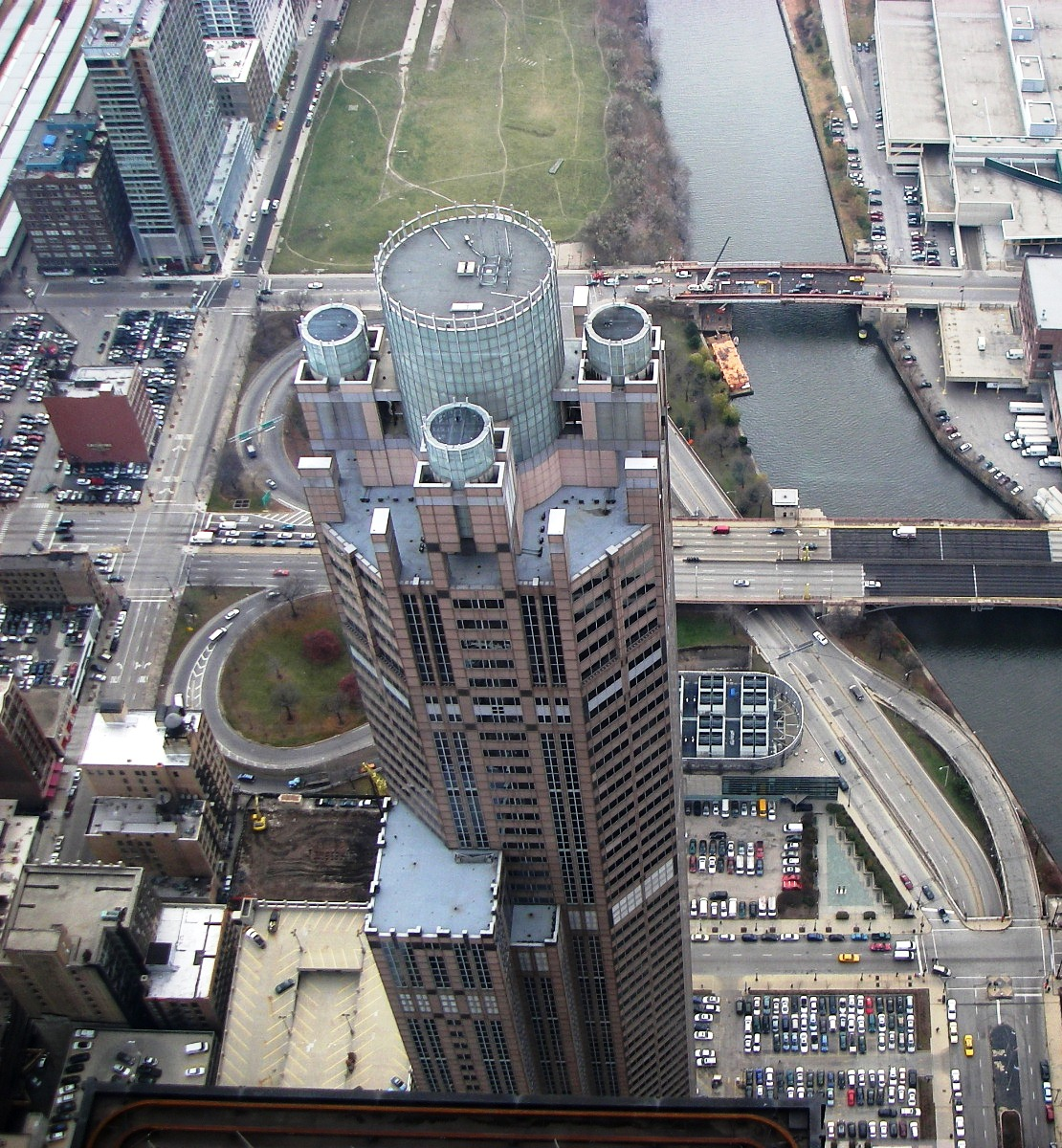
Вид крыши небоскрёба с верхнего этажа Уиллис-тауэр